# Antoine Léautey
Antoine Léautey (Versailles, 14 aprile 1996) è un calciatore francese, centrocampista dell'Amiens.

## Caratteristiche tecniche
È un esterno sinistro.

## Carriera
Nato nel 1996, ha iniziato la propria carriera nel settore giovanile del Paris Saint-Germain per poi passare al Caen, dove ha disputato 33 incontri e segnato 10 reti con la seconda squadra dal 2014 al 2016. Acquistato dal Boulogne, ha disputato 14 partite e segnato due reti nella prima parte di stagione attirando l'interesse del Niort che lo ha acquistato nel gennaio 2017, lasciandolo comunque in prestito fino al termine della stagione.
Con il club biancoblu ha giocato tre stagioni di Ligue 2 collezionando 93 presenze e segnando 5 reti, per poi trasferirsi nell'estate 2020 al Gil Vicente, in Portogallo.